# Godło Sudanu

Godło

Godło sprzed 1969 roku

Godło Sudanu powstało w 1969. Przedstawia ptaka sekretarza niosącego tarczę z czasów Mahdiego z Sudanu. Na godle widnieją dwie wstęgi - na górnej napisane jest motto Sudanu: Al-nasr lana (Zwycięstwo jest nasze), na drugiej widnieje oficjalna nazwa Sudanu: Jumhuriyat as-Sudan (Republika Sudanu).
Sekretarz został wybrany jako symbol, aby odróżnić godło Sudanu od innych arabskich godeł zawierających ptaki (np. godło Egiptu). Godło sprzed 1969 przedstawiało nosorożca i dwie palmy.